# Mariage et Conséquences (téléfilm)
Pour les articles homonymes, voir Mariage et Conséquences.
Mariage et Conséquences (Too Young to Marry) est un téléfilm américano-canadien réalisé par Michel Poulette et diffusé le 9 juillet 2007 sur Lifetime.

## Synopsis
Jessica et Max sont fous amoureux l'un de l'autre. Les études au lycée se terminent et ils ont hâte de se retrouver tous les deux à Harvard. Malheureusement, Max n'y est pas admis. Ils décident alors de se marier pour pouvoir emménager ensemble à Boston, même si leurs parents ne sont pas d'accord. Pendant que Jessica suit ses cours à Harvard, Max, lui, travaille sur des chantiers en attendant de pouvoir intégrer l'université le semestre suivant. Mais leur vie de couple n'est pas aussi idyllique qu'ils l'avaient imaginée…

## Fiche technique
- Réalisation : Michel Poulette
- Scénario : Elle Triedman et Sterling Anderson
- Musique : Luc St. Pierre
- Directeur de la photographie : Stephen Reizes
- Montage : Denis Papillon
- Société de production : Muse Entertainment (en)
- Genre : Drame, Humour
- Durée : 90 minutes
- Pays :  États-Unis

## Distribution
- Nina Dobrev : Jessica Carpenter
- Dillon Casey : Max Doyle
- Polly Draper : Beth
- Frank Schorpion : Roger
- Trevor Blumas (en) : Carter
- Anna Hopkins : Sophie
- Jodie Resther : Amanda
- Amanda Tilson : Holly Carpenter
- Claudia Ferri : Joan
- Mark Camacho : Tim
- Dorian Foley : Kyle
- Robert Crooks : Nick
- Tiio Horn : Molly
- Marie-Julie Rivest : Kelly
- James O'Regan : architecte
- Allison MacRae : infirmière
- Liz MacRae : ministre
- Matthew Kabwe : M. Woods
- Robert Reynolds : volontaire
- Kate Derrick : barman
- Tonya Dodds : étudiante à l'université
- Jessica Gaffney : lycéenne
- Kim Vincent : danseuse